# Chase of Death
Chase of Death ist ein britischer Dokumentar-Kurzfilm aus dem Jahr 1949 von Irving Allen. Der Film war für einen Oscar nominiert. 

## Inhalt
Der Kurzfilm Chase of Death („Verfolgung des Todes“) gilt als verloren. Von der Akademie des Filmarchivs wurde eine Falldatei für den Film eröffnet, was eine aktive Suche nach ihm beinhaltet.

## Produktion, Veröffentlichung
Es handelt sich um eine Produktion der Irving Allen Productions. Der Film wurde am 28. Oktober 1949 erstmals veröffentlicht.

## Auszeichnung
Irving Allen war mit seinem Film auf der Oscarverleihung 1950 in der Kategorie „Bester Kurzfilm“ (2 Filmrollen) für einen Oscar nominiert, der jedoch an Gaston Diehl und Robert Hessens und ihren dokumentarischen Kurzfilm Van Gogh ging, der sich mit dem Leben und Wirken von Vincent van Gogh beschäftigt.